# Carlo Leone (politico)
Carlo Leone (Pomigliano d'Arco, 30 novembre 1910 – dopo il 1987) è stato un avvocato e politico italiano.

## Biografia
Nato nel 1910 dall'avvocato Mauro Leone e da Maria Gioffredi, fu il fratello minore di Giovanni Leone, che dal 1971 al 1978 servì come presidente della Repubblica Italiana. Esercitò la professione di avvocato nel foro di Napoli e fu attivo in politica nella file della Democrazia Cristiana, ricoprendo a lungo la carica di consigliere comunale nella città partenopea. Eletto nel Consiglio regionale della Campania nella I legislatura del 1970, fu il primo presidente della Regione eletto nel novembre 1970. Divenne poi brevemente, dall'agosto al novembre 1979, Presidente del Consiglio Regionale.